# エアリー (クレーター)
エアリー(Airy)は、火星の衝突クレーターである。イギリスの天文学者ジョージ・ビドル・エアリーの名前に因んで名付けられた。このクレーターは、直径約40kmで、メリディアニ平原地域の東経0.1°南緯5.1°に位置している。内部には、火星の本初子午線を定義しているより小さなクレーターであるエアリー0がある。